# Oranjemund
Oranjemund – miasto w południowo-zachodniej Namibii, liczące ok. 4 tys. mieszkańców. Jest własnością firmy De Beers, która zajmuje się wydobyciem kamieni szlachetnych. 